# NGC 2060
NGC 2060 ist ein astronomischer Nebel, der aus den Resten einer Sternenexplosion resultiert, ein Supernovaüberrest ähnlich dem Krebsnebel. Er befindet sich im Tarantelnebel im Sternbild Schwertfisch und ist im New General Catalogue verzeichnet. Er wurde zwischen Ende 1836 und Anfang des Jahres 1837 von John Herschel entdeckt.
Im Inneren wurde 1998 ein Pulsar (PSR J0537-6910) mit einer Periode von 16 ms entdeckt, der vor 5000 Jahren bei der Supernova ebenfalls aus dem Stern entstanden ist.